# Андрија Живковић
Андрија Живковић (Ниш, 11. јул 1996) је српски фудбалер и репрезентативац који тренутно игра за ПАОК.

## Клупска каријера
Живковић је наступао за ФК Национал из Ниша а ту је његов таленат брзо запажен од стране скаутске службе београдског Партизана, па се већ као млађи пионир преселио у „црно-белу“ академију у Земуну.
За сениорски тим Партизана дебитовао је 28. априла 2013. на мечу против Новог Пазара, а свој првенац у црно-белом дресу постигао је 25. августа исте године против Радничког из Крагујевца. Свој европски деби имао је 29. септембра 2013. у поразу свог тима против швајцарског Туна (0:3), у плеј-офу за УЕФА лигу Европе. 
У избору Заједнице суперлигаша Живковић је проглашен за најбољег младог играча јесењег дела шампионата Србије у сезони 2013/14. Жири који је донео ову одлуку чинили су шефови стручних штабова свих 16 тимова који наступају у Суперлиги.
Дана 1. марта 2014. на утакмици против нишког Радничког (2:1) постао је најмлађи капитен у историји клуба са само 17 година, седам месеци и 18 дана старости, па је још једним поводом ушао у анале фудбалског клуба Партизан.
У сезони 2014/15. са Партизаном је освојио шампионску титулу, а потом му је замало измакао пласман у елиминациону фазу УЕФА Лиге Европе.
Последњих шест месеци уговора са Партизаном био је у немилости управе јер није хтео да продужи уговор с црно-белима. Одстрањен је из првог тима и пребачен у Телеоптик, у којем је остао до 30. јуна 2016, када му је и званично истекао уговор са Партизаном.
Живковић је 5. јула 2016. потписао петогодишњи уговор са лисабонском Бенфиком, која је за његов потпис платила између 4 и 5 милиона евра. Црно-бели су од португалског клуба добили само новац који им следује на основу прописа ФИФА из фонда солидарности. У сезони 2016/17. са Бенфиком освојио титулу првака Португалије и Суперкуп.

## Репрезентација
У децембру 2012. тадашњи селектор Србије Синиша Михајловић намеравао је да га позове у А тим за меч против Ирака, који је накнадно отказан. Није имао среће да дебитује ни против Велса (3:0) у септембру 2013. због проблема с визом за Уједињено Краљевство.
Коначно, дебитовао је 11. октобра 2013. за сениорску репрезентацију Србије са само 17 година и 92 дана на опроштају Дејана Станковића против Јапана (2:0) у Новом Саду, чиме је оборио рекорд Митра Мркеле и постао најмлађи репрезентативац у историји националног тима.
У јуну 2015. по општој оцени био је најбољи играч Светског омладинског првенства на Новом Зеланду, на коме је репрезентација Србије постала шампион света.

## Трофеји

### Клупски
Партизан
- Првенство Србије (1) : 2014/15.
- Куп Србије (1) : 2015/16.

Бенфика
- Првенство Португалије (2) : 2016/17, 2018/19.
- Куп Португалије (1) : 2016/17.

ПАОК
- Првенство Грчке (1) : 2023/24.
- Куп Грчке (1) : 2020/21.

### Репрезентативни
Србија
- Светско првенство до 20. године (1) :  2015.